# ماورو بوروتشاجا
ماورو بوروتشاجا (بالإسبانية: Mauro Burruchaga)‏ هو لاعب كرة قدم أرجنتيني في مركز الوسط، ولد في 27 يونيو 1998 في بوينس آيرس في الأرجنتين. لعب مع ريفر بليت.

## وصلات خارجية
- ماورو بوروتشاجا على موقع Soccerway.com (الإنجليزية)